# 물라 작전

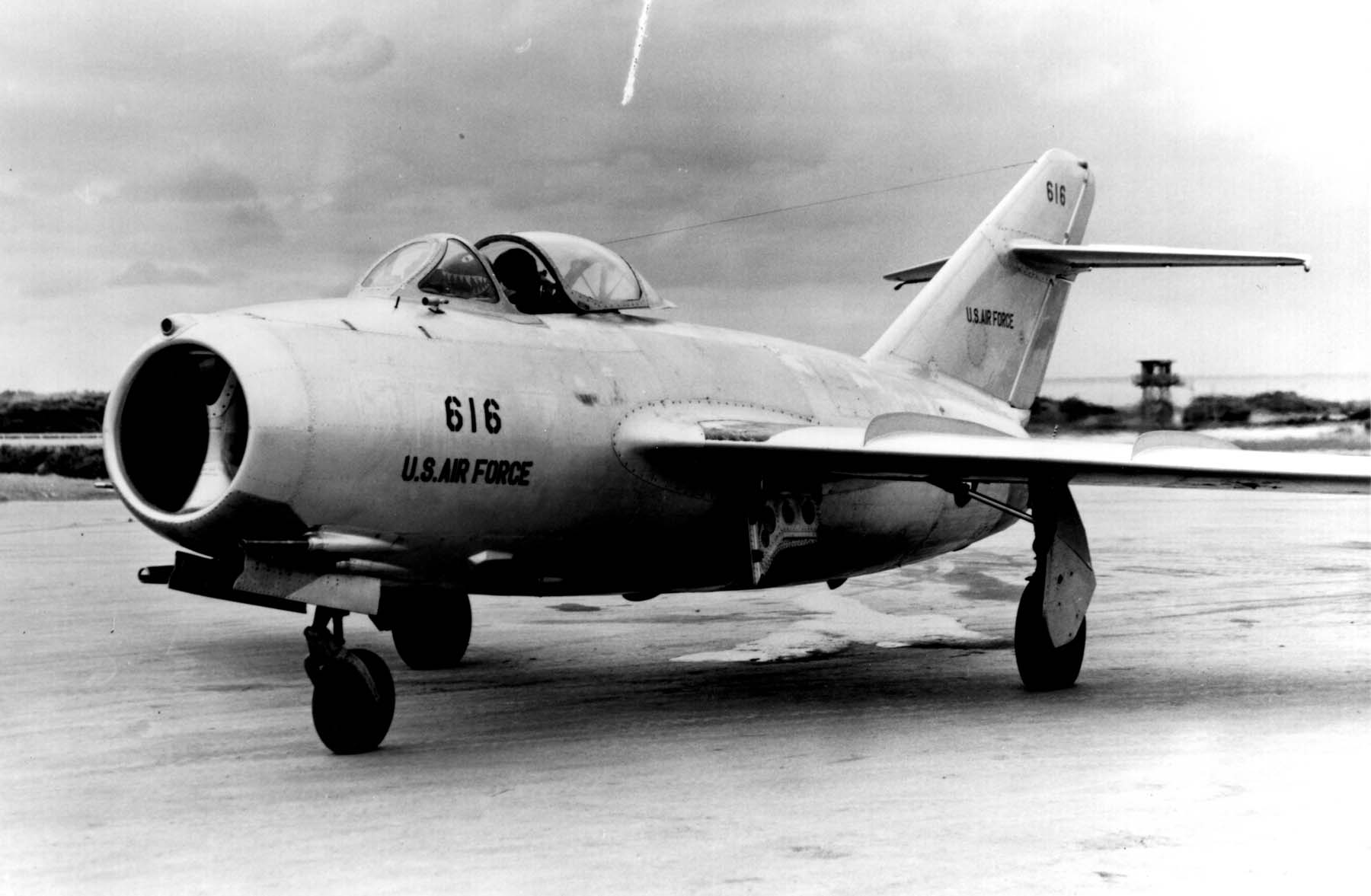
노금석으로부터 인도 받은 미그-15를 미국 공군 소속으로 도장한 모습

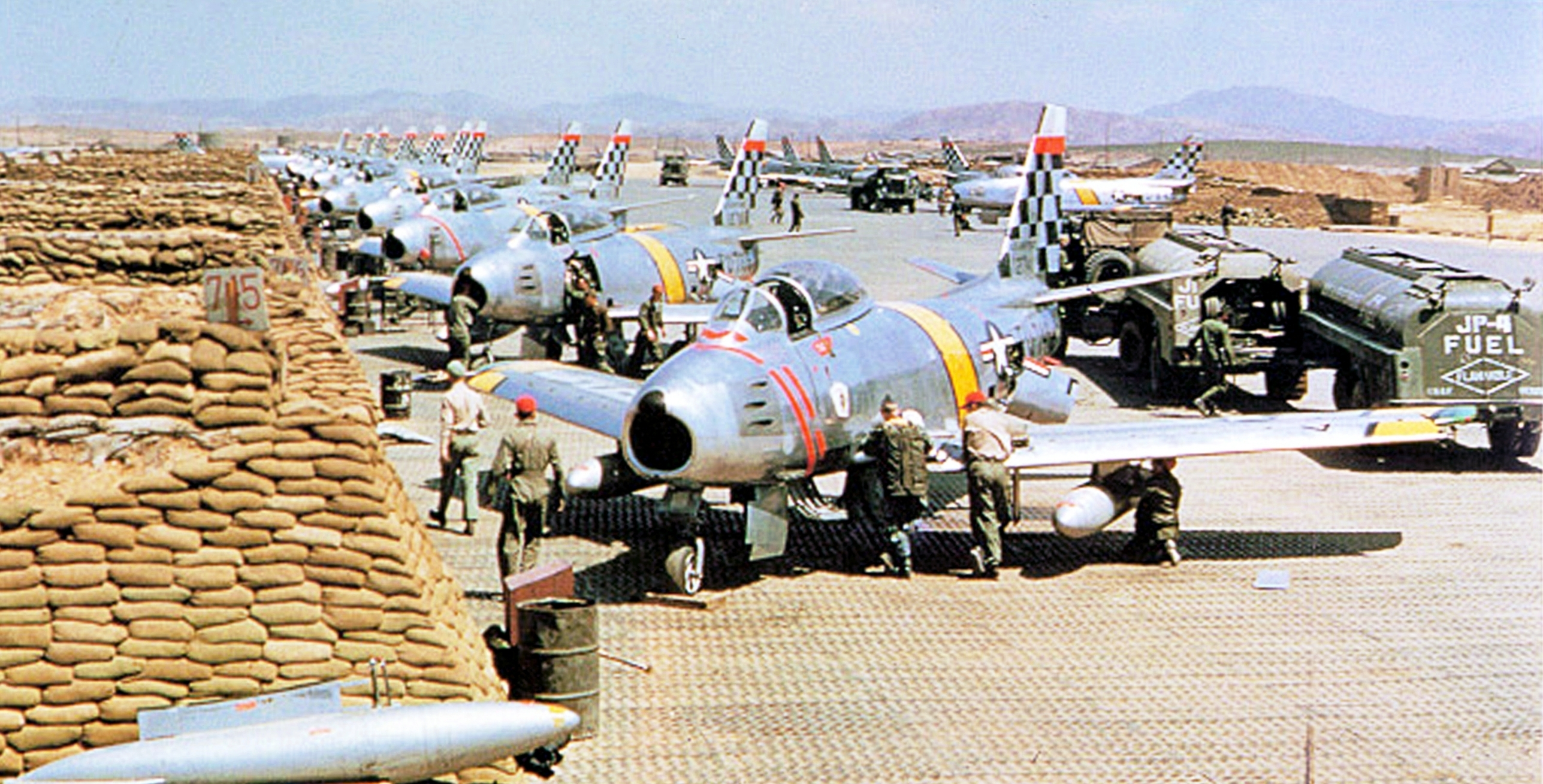
1952년 수원 K-13 공군기지의 F-86 세이버

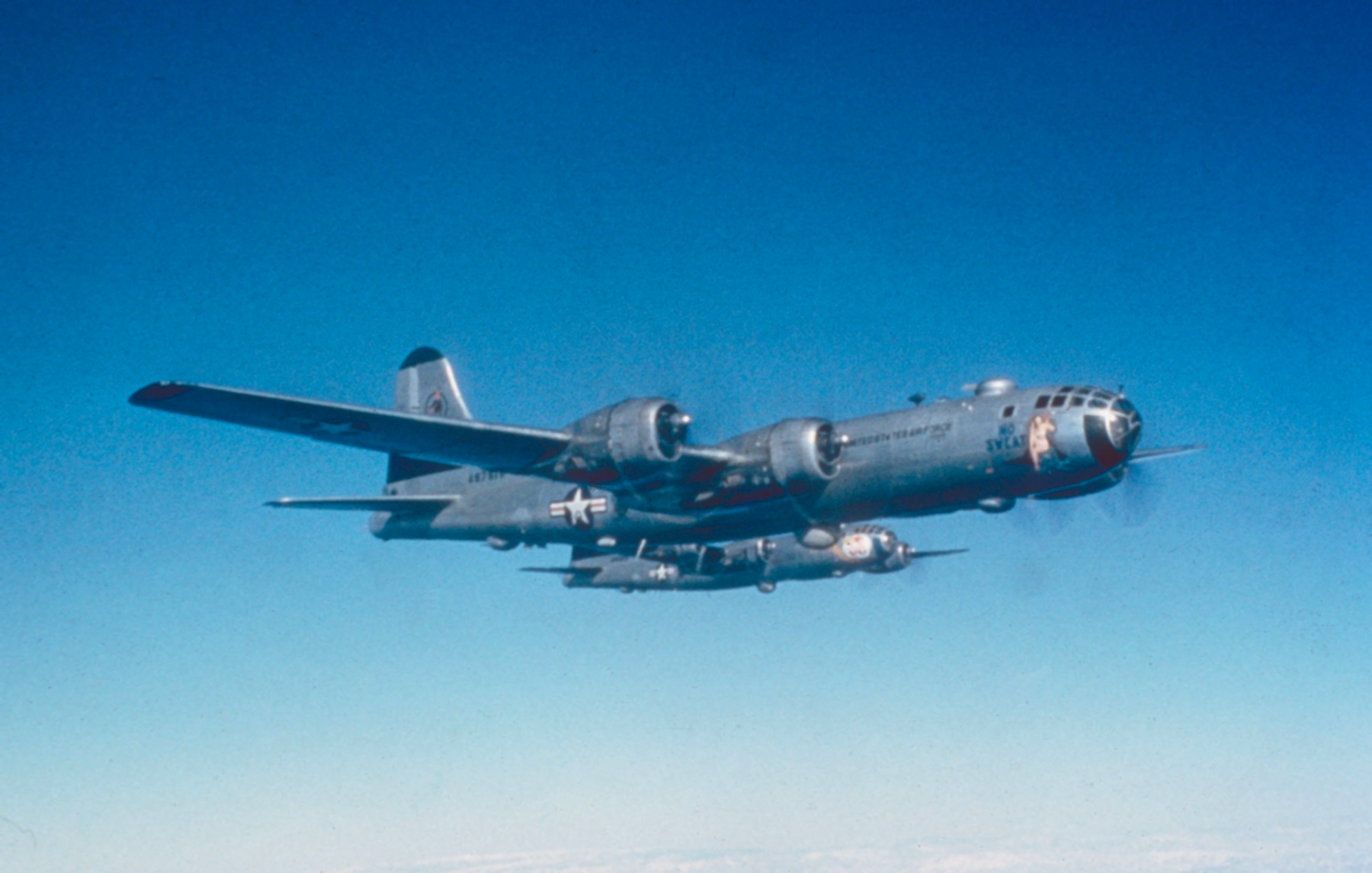
1950년 한국전쟁의 B-29 폭격기

물라 작전(Operation Moolah)는 한국 전쟁 당시 소련의 새로운 전투기였던 미코얀-구레비치 MiG-15을 확보하기 위해 실행한 미국의 심리작전이다.

## 역사
소련 공군은 1950년 11월 1일 MiG-15 전투기를 북한에 투입했다. 미국 공군 조종사들은 MiG-15의 성능이 모든 유엔군 전투기보다 뛰어나다고 보고했다. 최신형 F-86 세이버 보다도 성능이 뛰어났다. 그래서 MiG-15를 몰고 귀순하면 상금을 준다는 물라 작전을 실행했다.
휴전협정이 서명된 1953년 7월 27일이 지나서, 9월 21일에 북한군 노금석 대위가 미그-15 전투기를 몰고 김포공항에 귀순했다. 10만 달러의 포상금을 받았다.